# James Moors
James Moors (North Shore, 10 februari 2000) is een Nieuw-Zeelands basketballer.

## Carrière
Moors speelde collegebasketbal van 2019 tot 2023 voor de Colorado State Rams. Hij verliet college nadat hij zijn diploma haalde en ging spelen voor het Australische Brisbane Capitals. Voor het seizoen 2023/24 tekende hij bij de Nederlandse eersteklasser LWD Basket en speelde er een seizoen. In de zomer speelde hij voor Manawatu Jets uit Nieuw-Zeeland. Voor het seizoen 2024/25 keerde hij terug naar de BNXT-League en tekende bij de Belgische eersteklasser Union Mons-Hainaut.